# 海壳菌目
海壳菌目（学名：Halosphaeriales）是粪壳菌纲下的一个目。

## 下属分类
本目包括科地位未定的一个属：
- Ebullia 
  - Ebullia octonae (Kohlm.) K.L.Pang